# Mussaenda mollissima
Mussaenda mollissima är en måreväxtart som beskrevs av Cheng Yih Wu, Hsiang Hao Hsue och H.Wu. Mussaenda mollissima ingår i släktet Mussaenda och familjen måreväxter. Inga underarter finns listade i Catalogue of Life.